# Xanthoparmelia esterhuyseniae
Xanthoparmelia esterhuyseniae är en lavart som beskrevs av Hale. Xanthoparmelia esterhuyseniae ingår i släktet Xanthoparmelia och familjen Parmeliaceae.   Inga underarter finns listade i Catalogue of Life.